# Аушаутс
Аушаутс — бог врачевания в прусской мифологии. Входит в тетраду богов природно-хозяйственных функций, наряду с Пушкайтсом, Пильвитсом и Пергрубрюсом.
В письменных источниках XVI — XVII вв. отождествлялся с римским Эскулапом. Иногда также уточнялось, что он был богом целостности, неповреждённости, что он отгоняет болезни и даже грехи. Связь Аушаутса с человеком, здоровьем, культурой отличает его от божеств природы.
Прусский Ausszwaito и особенно литовский Auazweikis (Ausweitis, Atsweikcius) воспринималось в связи с литовским словом atsveikti — «выздороветь», a Auskuhts и латышский Auskuts — как «стригущий овец». Но правильной этимологией имени Аушаутса является «бог, который даёт здоровье и отгоняет болезни» («отстреливает» их, ср. прус. au — «от», «прочь» и литов. sauti — «стрелять», а также заговорный мотив «отстреливания» болезней в балтийском фольклоре).